# Werner Obrecht
Werner Obrecht (* 1942) ist ein Schweizer Sozialwissenschaftler und Professor (Prof. lic.phil.) für Soziologie, Philosophie und Sozialarbeitswissenschaft an der Hochschule für Soziale Arbeit Zürich (HSSAZ), dem heutigen Departement Soziale Arbeit an der Zürcher Hochschule für Angewandte Wissenschaften.
Zusammen mit Silvia Staub-Bernasconi und anderen (bekannt auch als Zürcher Gruppe) entwickelt, lehrt und publiziert er seit den 1980er-Jahren das Systemtheoretische Paradigma der Sozialarbeitswissenschaft und der Sozialen Arbeit. Im Jahr 2012 trat er als Dozent an der Zürcher Hochschule für Angewandte Wissenschaften, Dept. S in Ruhestand.
Die Arbeiten der Gruppe um Obrecht und Staub-Bernasconi haben den Philosophen Mario Bunge im deutschsprachigen Raum bekannt gemacht.

## Schriften (Auswahl)
- Interprofessionelle Kooperation als professionelle Methode. In: Beat Schmocker (Hrsg.): Liebe, Macht und Erkenntnis. Silvia Staub-Bernasconi und das Spannungsfeld Sozialer Arbeit. Lambertus, Freiburg i. Br. 2006, S. 408–445.
- Ontologischer, Sozialwissenschaftlicher und Sozialarbeitswissenschaftlicher Systemismus – Ein integratives Paradigma der Sozialen Arbeit. In: Heino Hollstein-Brinkmann (Hrsg.) und Silvia Staub-Bernasconi (Hrsg.): Systemtheorien im Vergleich. Was leisten Systemtheorien für die soziale Arbeit? Versuch eines Dialogs. VS Verlag für Sozialwissenschaften, Wiesbaden 2005, S. 93–172, ISBN 3-8100-3836-9
- Soziale Systeme, Individuen, soziale Probleme und Soziale Arbeit. Zu den metatheoretischen, sozialwissenschaftlichen und handlungstheoretischen Grundlagen einer systemtheoretischen Konzeption der Sozialen Arbeit. In: Albert Mühlum (Hrsg.): Sozialarbeitswissenschaft – Wissenschaft der Sozialen Arbeit. Lambertus, Freiburg i.Br. 2004, S. 270–294, ISBN 3-7841-1498-9
- Transdisziplinäre Integration in Grundlagen- und Handlungswissenschaften. In: Richard Sorg (Hrsg.): Soziale Arbeit zwischen Politik und Wissenschaft. Reihe: Sozialpädagogik/Sozialarbeit im Sozialstaat, Band 18. Lit. Verlag, Münster 2003, S. 119–172, ISBN 3-8258-6587-8
- Das Systemtheoretische Paradigma der Disziplin und der Profession der Sozialen Arbeit, Zürcher Beiträge zur Theorie und Praxis Sozialer Arbeit, Hochschule für Soziale Arbeit, Zürich 2001.
- Sozialarbeitswissenschaft als integrative Handlungswissenschaft. In: Roland Merten, P. Sommerfeld und T. Koditek (Hrsg.): Sozialarbeitswissenschaft – Kontroversen und Perspektiven. Luchterhand, Neuwied 1996, S. 121–161, ISBN 3-472-02271-X
- Werner Obrecht et al. (Hrsg.): Weltgesellschaft und Sozialstruktur. Festschrift zum 60. Geburtstag von Peter Heintz. Rüegger, Diessenhofen 1980, ISBN 3-7253-0123-9

- Professionalität ohne professionelles Wissen? Probleme der Sozialwissenschaften als Bezugswissenschaften der Sozialarbeitswissenschaft als Handlungswissenschaft. In: Roland Becker-Lenz, S. Busse, G. Ehlert und S. Müller-Hermann (Hrsg.): Bedrohte Professionalität. Einschränkungen und aktuelle Herausforderungen für die Soziale Arbeit. Springer, Wiesbaden, 2015, S. 1–27.

- Warendeklaration im Bereich von Wissen. Ein voraussetzungsarmes Verfahren der Systematisierung von handlungswissenschaftlichem Wissen im Rahmen von praxisorientierten Ausbildungsgängen. In: Roland Becker-Lenz, S. Busse, G. Ehlert und S. Müller-Hermann (Hrsg.): Professionalität Sozialer Arbeit und Hochschule: Wissen, Kompetenz, Habitus und Identität im Studium Sozialer Arbeit. VS Verlag für Sozialwissenschaften, Wiesbaden, 2012, S. 145–160.

- Probleme der Wissenschaft Sozialer Arbeit und Bedingungen für eine kumulative Entwicklung. In: Eric Mührel und B. R. Birgmeier (Hrsg.): Sozialarbeitswissenschaft und ihre Theori(e)n. VS Verlag für Sozialwissenschaften, Wiesbaden, 2009, S. 113–129.

- Die Struktur professionellen Wissens. Ein integrativer Beitrag zur Theorie der Professionalisierung. In: Roland Becker-Lenz, S. Busse, G. Ehlert und S. Müller-Hermann (Hrsg.): Professionalität und Professionalisierung in der Sozialen Arbeit. Standpunkte – Kontroversen – Perspektiven. VS Verlag für Sozialwissenschaften, Wiesbaden, 2009, S. 47–72.